# فلاویوس والریوس سوروس
فلاویوس والریوس سوروس (به لاتین: Flavius Valerius Severus) (درگذشتهٔ ۳۰۷) که به اختصار سوروس و گاه سوروس دوم (به لاتین: Severus II) نیز نامیده می‌شود، امپراتور روم در سدهٔ چهارم میلادی بود. او در ۳۰۵ به مقام سزاری کنستانتیوس کلوروس در روم باختری رسید و سپس با عنوان آگوستوس از ۳۰۶ تا هنگام مرگش در ۳۰۷ امپراتور آن ناحیه بود.

## زندگی‌نامه

### سال‌های آغازین
سوروس در خانواده‌ای ایلیری از طبقات پایین جامعه زاده شد. پس از آنکه وارد ارتش شد، با طی درجات نظامی به فرماندهی سپاه در پانونیا (غرب مجارستان و شمال کرواسی و اسلونی امروزی) رسید. در ۱ مه ۳۰۵، دیوکلتیان، امپراتور روم خاوری به دلیل تشدید بیماریش از قدرت کناره‌گیری کرد و امپراتور همکارش در غرب به نام ماکسیمیان را نیز وادار به استعفا نمود. با کناره‌گیری دو آگوستوس، قدرت آنها به سزارهایشان کنستانتیوس کلوروس (به‌عنوان امپراتور غرب) و گالریوس به عنوان (امپراتور شرق) منتقل شد و آن دو نیز برای تشکیل حکومت چهارنفرهٔ جدید، ماکسیمینوس دایا (خواهرزادهٔ گالریوس) و فلاویوس والریوس سوروس (دوست گالریوس) را به‌ترتیب به عنوان سزارهای خود در روم خاوری و روم باختری برگزیدند. هر دو سزار با اعمال نظر گالریوس انتخاب شده و حکم خود را از دستان او دریافت داشتند.

### امپراتوری
کنستانتیوس کلوروس تقریباً یک سال پس از رسیدن به امپراتوری روم باختری در ژوئیهٔ ۳۰۶ درگذشت و گالریوس، سوروس را از سزار به آگوستوس ارتقاء مقام داد تا جایگزین امپراتور فقید شود. اما در ۲۸ اکتبر ۳۰۶، ماکسنتیوس، پسر ماکسیمیان که از این توزیع قدرت در حکومت چهارنفره که به نادیده‌گرفتن کامل او انجامیده بود خشنود نبود در رم، بخشی از قلمرو حکومتی سوروس، سر به شورش برداشت و خود را امپراتور خواند. این موضوع باعث رنجش گالریوس شد و سوروس را که در آن زمان در مدیولانوم (میلان امروزی در ایتالیا) بود برای مقابله با ماکسنتیوس همراه با سپاهی عظیم (که پیشتر تحت فرمان ماکسیمیان قرار داشتند) در ۳۰۷ به رم فرستاد.
هنگامی که ماکسنتیوس از پیشروی سوروس آگاهی یافت، با ارسال ردای امپراتوری برای پدر مستعفیش ماکسیمیان به او وعدهٔ امپراتوری دوباره داد و از او خواست تا فرمانروایی مشترک با او را بپذیرد. در واقع این پیشنهاد، شگردی از سوی ماکسنتیوس بود تا با همراه نمودن پدرش با خود علاوه بر مشروعیت بخشیدن به حکومتش، حمایت سربازان سپاه سوروس را نیز به‌دست‌آورد. ماکسیمیان این دعوت را پذیرفت و به رم رفت.

### مرگ
پس از آنکه سوروس به رم رسید، سپاهیانش شهر را محاصره نمودند، اما ماکسنتیوس توانست با دادن رشوه آنها را به سوی خود جلب نماید و سپاهیان که بیشترشان پیش از این در خدمت ماکسیمیان بودند به آنها پیوستند. سوروس با اندک سربازان باقی‌مانده‌اش به راونا گریخت و ماکسیمیان آنجا را محاصره کرد. اما شهر دارای استحکامات قدرتمندی بود و ماکسیمیان با وعدهٔ تضمین امنیت سوروس، او را مجاب کرد تا خودش را تسلیم نماید. سوروس پس از تسلیم‌شدن به‌عنوان گروگانی در برابر حملهٔ احتمالی گالریوس به رم برده شد و در ترس تابرنی تحت بازداشت خانگی قرار گرفت. گالریوس در ۳۰۷ به ایتالیا حمله کرد اما موفقیتی به‌دست نیاورد و مجبور به عقب‌نشینی شد. به‌دنبال این حمله، ماکسینتیوس فرمان قتل سوروس را صادر کرد و سوروس کمی بعد در ۱۶ سپتامبر ۳۰۷ اعدام شد.